# Furudake
Der Furudake (jap. 古岳, „alter Gipfel“) ist ein aktiver Schichtvulkan auf der wenig bewohnten japanischen Insel Kuchinoerabu-jima in der Präfektur Kagoshima.

## Aufbau
Der 657 m hohe Furudake bildet zusammen mit seinem südlichen Nachbarkrater, dem 626 m Shindake (jap. 新岳, dt. „neuer Gipfel“), den Inselvulkan Kuchinoerabu-jima.

## Lage
Der Furudake liegt im Süden der Insel Kuchinoerabu-jima, etwa 17 km nordwestlich vor Yakushima, mit der sie zu den Ōsumi-Inseln gehört, bzw. 70 km südwestlich vor Kyushu.